# Jose Dormoy
Jose Dormoy (Guadeloupe, 18 september 1925 - 10 september 2007) was een piloot die vocht in de Tweede Wereldoorlog en een van de eerste piloten was van de Caribische luchtvaartmaatschappij Winair (destijds Winward Island Airways) op Sint Maarten. Na zijn pensioen leefde hij op Sint Eustatius. Zijn bijnaam Captain Pipe, Monsieur Pipe of kortweg Pipe kreeg hij vanwege het feit dat hij altijd een pijp in zijn mond had, al of niet brandend.
In 2019 doneerde de weduwe van Jose Dormoy een van zijn vliegtuigen aan de organisatie Made in Statia als stimulans voor de jeugd op Sint Eustatius om een carriėre te kiezen in de luchtvaart. Een van de drie rotondes van de Max T. Pandt Boulevard bij het vliegveld in Sint Eustatius wordt naar planning naar hem vernoemd.  